# چلوپچ
چلوپچ (به بلغاری: Chelopech) یک منطقهٔ مسکونی در بلغارستان است که در شهرستان چلوپچ واقع شده‌است. چلوپچ ۱٬۷۶۷ نفر جمعیت دارد و ۷۰۵ متر بالاتر از سطح دریا واقع شده‌است.